# اوشرسلیبن
شهر اوکسرزلبن (به آلمانی: Oschersleben) در ایالت زاکسن-آنهالت در کشور آلمان واقع شده‌است.